# PyBOP
PyBOP は、ペプチド合成に用いられる脱水縮合剤のひとつ。ヘキサフルオロリン酸（ベンゾトリアゾール-1-イルオキシ）トリピロリジノホスホニウムのことで、"PyBOP" はドイツのメルク社の登録商標。PyBOP は BOP の誘導体のひとつで、BOP が反応後に毒性の HMPA を出してしまう欠点が、PyBOP では避けられる。